# Sharon Jones
Sharon Jones (ur. 4 maja 1956 w Auguście, zm. 18 listopada 2016 w Nowym Jorku) – amerykańska piosenkarka wykonująca muzykę soul, funk i R&B.

## Życiorys
Urodziła się w miejscowości Augusta w Georgii. Jako dziecko wraz z rodziną przeprowadziła się do Nowego Jorku i zamieszkała w Bedford-Stuyvesant we wschodnim Brooklynie. Uczęszczała do Brooklyn College. Śpiewała w chórach gospel i w zespołach występujących na weselach. Jednocześnie pracowała jako funkcjonariusz służby więziennej w nowojorskim więzieniu Rikers Island. Przełom w jej karierze nastąpił w 1996, po tym jak wystąpiła jako wokalistka wspierająca w sesji nagraniowej soulowego piosenkarza Lee Fieldsa. Jej głos spodobał się właścicielom wytwórni Desco Records, gdzie nagrała kilka utworów. Następnie w 2002 w wytwórni Daptone Records nagrała wraz z nowo założonym zespołem Sharon Jones and The Dap-Kings swój pierwszy album Dap Dippin’ with Sharon Jones and the Dap-Kings. Dla tej samej wytwórni nagrywała kolejne albumy, takie jak „Naturally”, „100 Days, 100 Nights” czy „I Learned the Hard Way”.
W 2007 wystąpiła w roli piosenkarki Lili w filmie Denzela Washingtona – „Klub dyskusyjny”. Występowała wspólnie m.in. z Lou Reedem, Phish i Michaelem Bublé. W 2015 powstał o niej film dokumentalny pt. „Miss Sharon Jones!”. W 2016 wystąpiła w ostatnim odcinku pierwszego sezonu serialu „Luke Cage”, gdzie (wraz z zespołem) wykonała utwór „100 Days, 100 Nights”.
W 2013 wykryto u niej raka trzustki. Była leczona operacyjnie i przeszła chemioterapię. W 2014 powróciła na scenę. Wydany w tym samym roku album Give the People What They Want został nominowany do nagrody Grammy w kategorii – najlepszy album R&B. W 2015 wraz z zespołem nagrała bożonarodzeniowy album It’s a Holiday Soul Party. W tym samym roku wykryto u niej nawrót choroby. Zmarła 18 listopada 2016 roku w Nowym Jorku.

## Dyskografia
- Dap Dippin’ with Sharon Jones and the Dap-Kings (2002)
- Naturally (2005)
- 100 Days, 100 Nights (2007)
- I Learned the Hard Way (2010)
- Soul Time! (2011)
- Give the People What They Want (2014)
- It’s a Holiday Soul Party (2015)
- Miss Sharon Jones! Soundtrack (2016)
- Soul of a Woman (2017)